# Çankırı (tartomány)
Çankırı tartomány Törökország Közép-anatóliai régiójának egyik tartománya, közel Ankarához.

## Gazdasága
A tartományban a mezőgazdaság dominál, főként búzát, kukoricát, babot és paradicsomot termesztenek.

## Körzetek
A tartomány 12 körzetre oszlik:
- Atkaracalar
- Bayramören
- Çankırı
- Çerkeş
- Eldivan
- Ilgaz
- Kızılırmak
- Korgun
- Kurşunlu
- Orta
- Şabanözü
- Yapraklı